# Dan Hynes
Pour les articles homonymes, voir Hynes.
Daniel Hynes, né le 20 juillet 1968 à Chicago, est un homme politique américain membre du Parti démocrate, qui a notamment exercé la fonction de contrôleur de l'État de l'Illinois de 1999 à 2011.

## Biographie
En 2004, il participe à l'investiture démocrate pour le siège de sénateur des États-Unis, où il obtient 23,7 % des voix face au sénateur d'état de l'époque Barack Obama, qui avec 52,8 % des voix remporte l'investiture démocrate.
En 2010, Hynes est candidat à l'investiture démocrate pour le poste de gouverneur de l'Illinois, mais le 2 février, il est battu d'une très courte tête par Pat Quinn (50,3 % contre 49,7 %).
N'ayant pu être candidat en même temps à l'investiture démocrate pour le poste de contrôleur de l'état, Dan Hynes quitte son poste de contrôleur le 10 janvier 2011.